# Detroit Film Critics Society Awards 2012
5. ročník udílení cen Detroit Film Critics Society Awards předal ceny v těchto kategoriích:

## Vítězové a nominovaní

### Nejlepší film
Terapie láskou
- Argo
- Nic nás nerozdělí
- Take This Waltz
- 30 minut po půlnoci

### Nejlepší režisér
David O. Russell – Terapie láskou
- Ben Affleck – Argo
- Juan Antonio Bayona – Nic nás nerozdělí
- Kathryn Bigelowová – 30 minut po půlnoci
- Sarah Polley – Take This Waltz

### Nejlepší herec v hlavní roli
Daniel Day-Lewis – Lincoln jako Abraham Lincoln
- Bradley Cooper – Terapie láskou jako Patrick “Pat” Solatano, Jr.
- John Hawkes – Sezení jako Mark O'Brien
- Bill Murray – Královstvý víkend jako Franklin D. Roosevelt
- Joaquin Phoenix – Mistr jako Freddie Quell

### Nejlepší herečka v hlavní roli
Jennifer Lawrenceová – Terapie láskou jako Tiffany Maxwell
- Jessica Chastainová – 30 minut po půlnoci jako Maya
- Greta Gerwig – Slečny v nesnázích jako Violet
- Naomi Wattsová – Nic nás nerozdělí jako Maria Bennett
- Michelle Williamsová – Take This Waltz jako Margot

### Nejlepší herec ve vedlejší roli
Robert De Niro – Terapie láskou jako Patrizio “Pat” Solitano, Sr.
- Philip Seymour Hoffman – Mistr jako Lancaster Dodd
- Tommy Lee Jones – Lincoln jako Thaddeus Stevens
- Matthew McConaughey – Bez kalhot jako Dallas
- Ewan McGregor – Nic nás nerozdělí jako Henry Bennett
- Ezra Miller – Charlieho malá tajemství jako Patrick

### Nejlepší herečka ve vedlejší roli
Anne Hathawayová – Bídníci jako Fantine
- Amy Adamsová – Mistr jako Peggy Dodd
- Ann Dowd – Nařčení jako Sandra
- Sally Fieldová – Lincoln jako Mary Toddová Lincolnová
- Helen Hunt – Sezení jako Cheryl Cohen-Greene

### Nejlepší obsazení
Lincoln
- Argo
- Avengers
- Až vyjde měsíc
- Terapie láskou

### Objev roku
Zoe Kazan – Ruby Sparks
- Stephen Chbosky – Charlieho malá tajemství
- Rebel Wilson – Ladíme!
- Benh Zeitlin – Divoká stvoření jižních krajin
- Craig Zobel – Nařčení

### Nejlepší scénář
Terapie láskou – David O. Russell
- Chata v horách – Joss Whedon a Drew Goddard
- Lincoln – Tony Kushner
- Charlieho malá tajemství – Stephen Chbosky
- Take This Waltz – Sarah Polley

### Nejlepší dokument
Jiroovy vysněné sushi
- The House I Live In
- Podvodník
- Královna Versailles z Las Vegas
- Pátrání po Suger Manovi